# Vallés (Valencia)
Vallés es un pequeño municipio de la Comunidad Valenciana, España. Perteneciente a la provincia de Valencia, en la comarca de La Costera.
El relieve apenas presenta accidentes geográficos de interés. Por su mitad meridional y oriental pasa el río Cáñoles, cuyos arrastres han depositado potentes sedimentos cuaternarios muy fértiles para el cultivo.
El clima es de tipo mediterráneo.
Desde Valencia, se accede a esta localidad a través de la A-7 para enlazar con la CV-567.

## Localidades limítrofes
El término municipal de Vallés limita con las siguientes localidades:
Canals, Cerdá, La Granja de la Costera, Játiva, Llanera de Ranes, Novelé, Rotglá y Corbera y Torrella, todas ellas de la provincia de Valencia.

## Historia
Se supone que en un principio Vallés fue una pequeña aldea o alquería árabe que creció arracimada en torno a las ramblas del río y a ese sempiterno molino que, con diversos aspectos y distintos usos ha estado siempre ahí, a orillas del Cañoles. Dice la tradición, que entre 1243 y 1244, año de la conquista de Játiva, fue Vallés "Plaza de Armas", del rey Jaime I, es decir, el lugar donde el rey tenía acampado a su ejército y desde donde formaba sus tropas antes de acometer cualquier ataque o incursión.
La primera noticia que se tiene de Vallés como tal no aparece hasta 1421, de este año data uno de los más antiguos "morabeties" encontrados hasta la fecha. El "morabetí" es una especie de censo en el que se consignaba el tributo o contribución, que pagaba cada una de las casas que conformaban el conjunto de pueblos o alquería pertenecientes al antiguo Reino de Valencia.
Después de la expulsión de los moriscos permanecería desierto por lo menos dos años, los transcurridos hasta el 16 de julio de 1611, fecha de la carta de repoblación del pueblo, otorgada por Bernat Sanz. Vallés fue ocupado en esta fecha por cristianos viejos procedentes de Játiva, los cuales siguieron perteneciendo a la parroquia de Cerdá.
A mediados del siglo XVIII, el señorío de Vallés, corresponde al marquesado de Mascarell.
La constitución de Vallés en municipio independiente y su desligamiento de los Sanz, se produce posiblemente durante el siglo XIX, aunque éstos no se desvinculan totalmente del pueblo.

## Demografía
Vallés cuenta con una población de 148 habitantes (INE 2024).
| Gráfica de evolución demográfica de Vallés entre 1842 y 2021 |
| |
| Población de derecho según los censos de población del INE Población de hecho según los censos de población del INEEn 1857 disminuye el término del municipio porque independiza a la Granja de la Costera |

## Economía
Se vive fundamentalmente de la agricultura. Dentro de las tierras de secano se cultivan olivos y algarrobos y en regadío se encuentran naranjos, hortalizas y maíz. Carece de industrias.
Palacio de los Sanz de Valles, estilo gótico, antiguo palacio del marqués de Mascarell, declarado de Bien de Interés Cultural.

## Administración y política
| Periodo   | Nombre                                                             | Partido      |
| --------- | ------------------------------------------------------------------ | ------------ |
| 1979-1983 | Antonio Martínez Abron                                             | UCD          |
| 1983-1987 | Salvador Marti Fuentes                                             | AP-PDP-UL-UV |
| 1987-1991 | Leopoldo García Badia                                              | PSOE         |
| 1991-1995 | Leopoldo García Badia                                              | PSOE         |
| 1995-1999 | Juan Jesús Ubeda Ferrero                                           | PP           |
| 1999-2003 | Ricardo José Martínez Agusti                                       | PP           |
| 2003-2007 | Ricardo José Martínez Agusti (2003-2005) José Luis Herrero Postigo | PP           |
| 2007-2011 | José Luis Herrero Postigo                                          | PP           |
| 2011-2015 | José Luis Herrero Postigo                                          | PP           |
| 2015-2019 | José Javier Sisternes Benavent                                     | PSPV-PSOE    |
| 2019-2023 | José Javier Sisternes Benavent                                     | PSPV-PSOE    |

## Fiestas locales
- Fiestas Patronales. Celebra sus fiestas a partir del 24 de junio, en honor a San Juan Bautista.